# Danh sách vũ khí sử dụng trong Nội chiến Campuchia

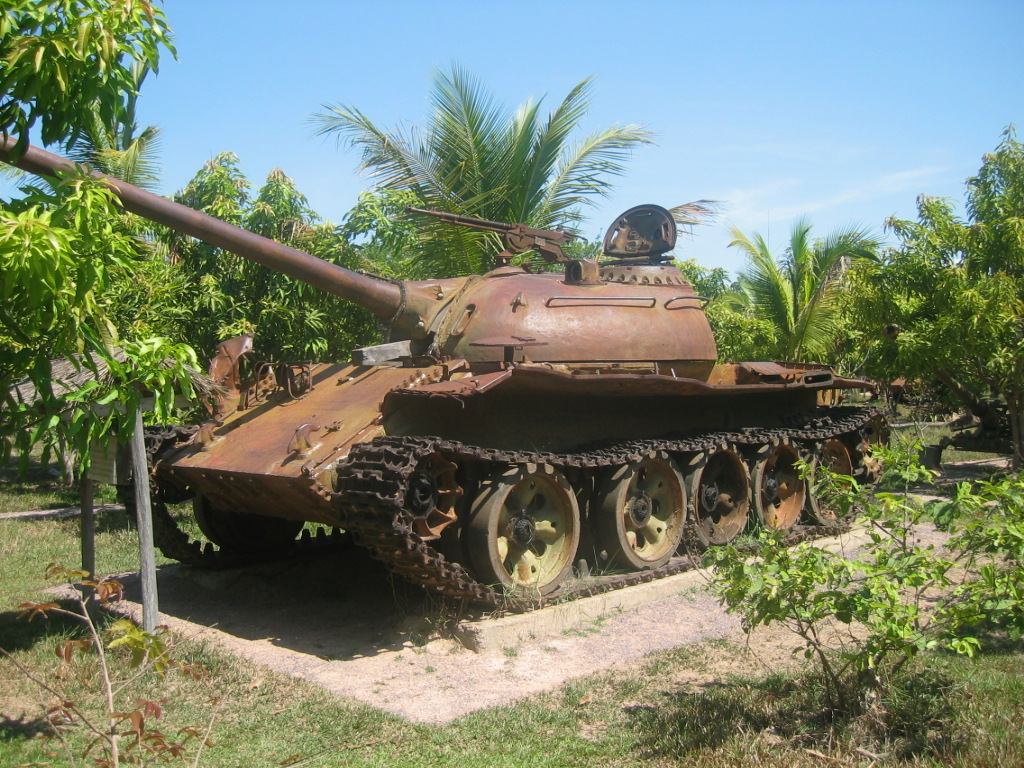
Tăng T-55 được dùng trong cuộc nội chiến Campuchia

Nội chiến Campuchia là một cuộc xung đột đẫm máu giữa Đảng Campuchia Dân chủ (được gọi là Khmer Đỏ) và nước Cộng hòa Khmer (République khmère) dẫn đầu bởi chính phủ Lon Nol do Mỹ hậu thuẫn. Dưới đây là danh sách vũ khí được sử dụng trong cuộc nội chiến này.

## Cộng hòa Khmer

### Súng lục
- Smith & Wesson mẫu 39
- Colt.45 M1911
- FN GP35

### Tiểu liên
- Tiểu liên Thompson
- M3
- MAT-49

### Súng trường tấn công
- M16A1
- CAR-15 Được dùng cho biệt kích
- AKM Thu được từ phe Cộng sản
- AKMS Thu được từ phe Cộng sản.
- AK-47 Thu được từ phe Cộng sản
- AKS-47 Thu được từ phe Cộng sản
- Kiểu 56 Thu được từ phe Cộng sản

### Carbine
- M1/ M2 Carbine

### Súng trường
- M1 Garand
- CKC Thu được từ phe Cộng sản
- FN FAL 50.00 Là súng trường được dùng từ năm 1963
- Heckler & Koch G3 Là súng trường được dùng từ năm 1963

- Springfield M1903
- MAS-36
- Lee-Enfield Được dùng với số lượng nhỏ

### Shotgun
- Ithaca 37 hoạt động theo kiểu bán tự động thông thường và có đầu ruồi để nhắm

### Súng máy hạng nhẹ
- M1918A2 BAR
- FM 24/29
- Bren Được dùng với số lượng nhỏ
- DPM Thu được từ phe Cộng sản

### Súng máy đa chức năng
- M60
- M60B/M60D Dựa trên súng máy được trang bị cho trực thăng UH-1
- RPD Thu được từ phe Cộng sản

### Súng máy hạng nặng
- Browning M2 Dựa trên khẩu M113
- Browning M1917 Dùng hạn chế
- Browning M1919A4
- SG-43/SGM Goryunov Thu được từ phe Cộng sản

### Rốc két chống tăng
- M72 LAW

### Súng trường không giật
- M67
- M20
- M40

### Súng phóng lựu
- M79
- M203 Dựa trên khẩu M16A1

### Súng phòng không
- Súng phòng không Bofors 40mm
- Súng phòng không S-60 57mm
- Súng phòng không kiểu 55/65 37mm Là biến thể khẩu M1939 của Trung Quốc (61-K)[1]

### Súng cối
- Súng cối M30 107mm
- Súng cối M2 4.2 inch

### Sơn pháo
- Sơn pháo M101 105mm
- Sơn pháo M102 105mm
- Sơn pháo M114 155mm

### Xe thiết giáp
- Xe jeep vũ trang, 1/4 tấn được gắn khẩu súng máy M60 hoặc Browning M1919A4
- Xe tải chở hàng M35
- M-113 xe bọc thép chở quân
- AMX-13 tăng hạng nhẹ
- M24 Chaffee tăng hạng nhẹ
- Pháo tự hành M8
- M8 Greyhound xe thiết giáp
- Xe thiết giáp AML-60
- Xe thiết giáp AML-90

### Trực thăng
- UH-1 Iroquois máy bay trực thăng vũ trang
- UH-1H vận chuyển
- Sikorsky H-34 vận chuyển

### Không quân
- MiG-17 máy bay chiến đấu
- Shenyang J-5 máy bay chiến đấu
- C-47 vận chuyển
- Fairchild C-123 Provider vận chuyển
- AC-47D máy bay trực thăng vũ trang hạng nặng
- AU-24A máy bay trực thăng vũ trang hạng nặng nhỏ
- T-28 Trojan Bắc Mỹ máy bay huấn luyện/chiến đấu thả bom
- Potez CM.170R Fouga Magister máy bay huấn luyện/chiến đấu thả bom
- Cessna T-37B máy bay huấn luyện/chiến đấu thả bom
- Cessna T-41 Mescalero huấn luyện
- Cessna O-1D Bird Dog máy bay trinh sát/quan sát hạng nhẹ
- U-1A Otter máy bay liên lạc

### Hải quân
- Tàu chiến nhỏ trên sông (MON) tàu ven sông trang bị trọng pháo
- Tàu tuần tra cao tốc (PCF)
- Tàu tuần tra hỗ trợ tấn công (ASPB), (còn gọi là tàu Alpha)
- Tàu tuần tra sông (PBR), (tất cả đều làm bằng sợi thủy tinh, được đẩy tới bằng các tia nước đôi)

## Khmer Đỏ

### Súng lục
- Makarov PM
- Tokarev TT-33
- Kiểu 54: Bản sao khẩu TT-33 của Trung Quốc

### Tiểu liên
- MAT-49
- VZ 24,26
- PPSh-41, K-50M
- PPS-43

### Súng trường tấn công
- AK-47
- AKM
- Kiểu 56
- Kiểu 56-1
- Kiểu 63 Được dùng với số lượng nhỏ
- Sa vz.58 Được dùng với số lượng nhỏ

### Carbine
- SKS
- Carbine kiểu 56

### Súng trường kiểu chốt
- Mosin-Nagant
- Carbine kiểu 53
- MAS-36
- Arisaka Được dùng với số lượng nhỏ

### Súng bắn tỉa
- Mosin Nagant
- SVD Là súng bắn tỉa, được dùng với số lượng nhỏ

### Súng máy hạng nhẹ
- RPD
- RPK
- Degtyaryov DP/DPM
- Kiểu 53

### Súng máy đa chức năng
- PK/PKM
- Degtyaryov RP-46

### Súng máy hạng nặng
- SG-43/SGM Goryunov
- Kiểu 53/57 Là biến thể khẩu SG-43 và SGM của Trung Quốc
- DShK
- Kiểu 54 Là biến thể khẩu DShK của Trung Quốc
- KPV

### Súng chống tăng
- RPG-2
- RPG-7
- RPG kiểu 56
- RPG kiểu 69

### Súng phòng không
- Súng phòng không S-60 57mm Được dùng với số lượng nhỏ
- Súng phòng không kiểu 59 57mm Là biến thể khẩu S-60 của Trung Quốc, được dùng với số lượng nhỏ
- ZPU-1/2/4
- Súng phòng không 37mm (61-K) Được dùng với số lượng nhỏ
- Súng phòng không kiểu 55/65 37mm Là biến thể khẩu M1939 của Trung Quốc (61-K), Được dùng với số lượng nhỏ

### Súng cối
- Kiểu 53 82mm
- PM-41 82mm
- Kiểu 55 120mm

### Sơn pháo
Khmer Đỏ sử dụng số lượng nhỏ sơn pháo dã chiến
- Sơn pháo kiểu 60 122mm
- Súng chống tăng T-12 100mm
- Pháo sư đoàn D-44 85 mm
- Pháo sư đoàn ZiS-3 76mm

### Súng trường không giật
- B-10
- B-11
- Kiểu 56
- Súng trường không giật kiểu 65